# Kami-Amakusa
Kami-Amakusa (jap. 上天草市 Kamiamakusa-shi) – miasto w Japonii, w prefekturze Kumamoto, na przybrzeżnych wysepkach niedaleko Kiusiu. W 2015 roku liczyło 27 006 mieszkańców.